# Ernst Bauer (fizyk)

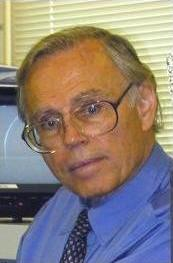

Ernst G. Bauer (ur. 27 lutego 1928) – amerykański fizyk pochodzenia niemieckiego.

## Życiorys
Studiował fizykę na Uniwersytecie Ludwika i Maksymiliana w Monachium. Studia ukończył w 1953, a stopień doktora uzyskał w 1955.
W 1958 roku wyjechał do Stanów Zjednoczonych, gdzie kierował Pracownią Wzrostu Kryształów w Michelson Laboratory w China Lake w Kalifornii. Przyjął wówczas obywatelstwo amerykańskie. W 1969 roku wrócił do Niemiec, został profesorem i dyrektorem Instytutu Fizyki na Politechnice w Clausthal. W 1991 roku podjął współpracę z Uniwersytetem Stanowym Arizony, a na pełnym etacie pracuje tam od 1996 roku. 
W 1958 opracował termodynamiczną teorię epitaksjalnego wzrostu kryształów. W 1962 stworzył mikroskopię niskoenergetycznych elektronów (LEEM, od ang. low-energy electron microscopy), którą następnie rozwijał. Metoda ta pozwala na badanie chemicznych, fizycznych i magnetycznych własności powierzchni i nanostruktur.

## Nagrody i wyróżnienia
- 1992 – Medard W. Welch Award, przyznawana przez American Vacuum Society
- 2005 – Davisson-Germer Prize in Atomic or Surface Physics
- 2008 – nagroda naukowa Fundacji Alexandra von Humboldta
- 2009 – doktorat honoris causa Uniwersytetu Marii Curie-Skłodowskiej[1].
- 2014 – doktorat honoris causa Uniwersytetu Wrocławskiego[2].